# Booponus inexspectatus
Booponus inexspectatus är en tvåvingeart som först beskrevs av Grunin 1947.  Booponus inexspectatus ingår i släktet Booponus och familjen spyflugor. Inga underarter finns listade i Catalogue of Life.